# Rose Leaves
Rose Leaves è un cortometraggio muto del 1915. Il nome del regista non viene riportato nei credit del film.

## Produzione
Il film fu prodotto dalla Reliance Film Company, una piccola compagnia che negli anni della sua attività, dal 1910 al 1916, produsse 631 film.

## Distribuzione
Distribuito dalla Mutual, il film - un cortometraggio in una bobina - uscì nelle sale cinematografiche degli Stati Uniti il 21 aprile 1915.